# 蓮水恭美
蓮水 恭美（はすみ きょうみ、1月1日 - ）は日本の女性アイドル、シンガーソングライター、舞台女優。

## 概要
横浜発アイドルグループ『NUANCE（ヌュアンス）』のリーダー。卓越した歌唱力と、幅広い表現力でグループを牽引する中心的メンバーである。学生時代からバンド活動を行い、自身で作詞・作曲した曲も多数。その経験を活かし、アイドルとしての活動と並行しながらギターの弾き語りを中心としたシンガーソングライターとしてのソロ活動も精力的に行っている。2024年11月には舞台女優としてもデビュー。2025年から弾き語りワンマンライブ「蓮水の間」のシリーズ開催を開始。キャッチフレーズは「きょうみしんしん」。グループの自称「クール担当」。
宮城県出身。身長は154.2cm。やぎ座・O型。趣味は、観劇（特に歌舞伎）や美術館・博物館・水族館などの「館」巡り。歌舞伎への造詣が深く、城や武将など旧いものに関心が強い一方、アニメやゲームにも目がない。好物はじゃがりこ。座右の銘は「守破離」。

## 略歴
- 2020年11月 - SOL 加入[3]
- 2022年02月 - SOL 解散[4]
- 2022年04月 - NUANCE 加入[5][6]
- 2024年11月 - 劇団星乃企画「落ちてない放課後」で舞台デビュー
- 2025年01月 - NUANCEの2代目リーダー「長（おさ）」に就任[7]

## 人物
- 三人姉妹の長女であるが、長女だと思われたことがない。幼少期のあだ名は「おしゃべりクソ野郎」。
- 幼少期から歌うことが大好きで、自宅の階段を上がったところにあるスペースをステージに見立てて、いつも歌っていた。
- 初めて手にした楽器は、祖父から買い与えられた電子ピアノ。祖父には歌を褒めてもらうことが多く、彼女が将来歌手になりたいという夢を持つに至ったきっかけという意味において、非常に影響力が大きい存在である。
- ギターとの出会いは高校時代の軽音部への入部時で、ギター担当の部員が急に退部したため、その部員からギターを借り受けたことがきっかけ。この頃から友人とバンド活動を開始。担当はギターボーカル。
- 大学進学を機に上京。大学では外国語（英語、中国語、韓国語）を学んでいた。元来言葉が大好きで、作詞のほか、短歌を詠むこともある。
- 大学での勉学と並行してバンド活動を続ける中で「音楽はお客さんに聴いてもらえないと意味がない」と強く感じ、予備知識の一切なかったアイドルグループのオーディションに応募し合格、SOLに加入する[6]。
- SOLは彼女の加入後1年4ヵ月で解散することとなるが、次の進路を考えている際、当時ライブで共演する機会の多かったNUANCEのプロデューサーからオファーを受け、同グループへの加入を決断。当時の心境が以下のように語られている。

　　【神奈川県民ホールへの道 #2】蓮水恭美①
　　【神奈川県民ホールへの道 #6】蓮水恭美②
- NUANCEの神奈川県民ホールワンマンライブ -HOME-（2023年04月22日）開催に向けた企画として、同会場のキャパシティ（2,000人）になぞらえ、自身のX（当時はTwitter）のフォロワー数2,000人到達を目指すプロジェクト（きょの2000）を立ち上げ、路上弾き語りライブ（きょ道）や配信を通じてSNSを盛り上げた結果、2023年3月24日に無事達成。ご褒美として、ソロアルバムのリリースが決定した（2025年8月現在、未リリース）。
- 親しみやすいキャラクターや見た目とは裏腹に、豊かな声量と伸びのあるハイトーンボイスで、緩急自在の歌唱を披露している。その能力を買われ、NUANCEではグループメンバーのボイストレーニングの先生も担当している。
- 持ち前の多彩な表現力を活かし、恭久亭蓮助（落語家）やKYOMMIE PINKといったオルター・エゴも多数有している。
- 弾き語りでは、オリジナル曲や所属するNUANCE楽曲のセルフカバーのほか、tricot、チャットモンチー、きのこ帝国、相対性理論、向井秀徳（ZAZEN BOYS、ex: ナンバーガール）などの楽曲をカバーすることが多い。また、両親の影響で昭和歌謡にも詳しく、松田聖子や中森明菜などの80年代アイドルの楽曲をカバーすることもある。松原みきの「真夜中のドア～stay with me」をカバーしたこともあり、シティ・ポップへの高い関心も窺える。

- 「なんかゲーム」の創始者。複数人でフリーに会話を行い、【なんか】という言葉を最初に発したプレイヤーが負けという極めてシンプルな遊びのことで、彼女自身が会話において【なんか】を多用する癖があるため、その克服のために考案された。ツイキャスやスペース（X）などの配信では必ず最後に「なんかゲーム」が行われることとなっており、リスナーからのコメント投稿に対する回答等において彼女が【なんか】と発した瞬間に配信が突然終了するというシュールな光景が日々繰り広げられている。
- 2024年末のメンバー脱退以降、NUANCEが再び4人で活動していくこととなり（いわゆる「超体制」）、新体制のグループ活動を更に盛り上げていく機運を生み出すため、花とともにメンバーが映ったチェキを添えて撮影した画像をハッシュタグ（#おはなチェキ部）とともSNSへ投稿する企画を2025年4月に考案し、おはなチェキ部の部長も務めているが、本人はめったに投稿していない。

## 楽曲
- オリジナル楽曲は「生き死に」をテーマにしたものが多く、独特の厭世的な価値観が色濃く反映された歌詞世界が堪能できる。また、星をモチーフとした楽曲が多く見られることも特徴の一つである。
- 作曲にあたっては、メロディから作るスタイルを長らく続けてきたが、最近はコードや歌詞が先行する場合もある。本人曰く、短いメロディの断片が脳内に降りてくることがあるので、そういった小品が上手く組み合わさった場合に曲が完成するという。
- 同じことをやり続けるのを好まない性格であるため、既存曲のアレンジを改変することがしばしばある。特に『言葉足らず』はBメロにラップパートを挿入するという大胆な再構築を加えている。
- 即興でメロディを作る才能に長けており、NUANCEの神奈川県民ホールでのワンマンライブ（2023年04月22日開催）内で披露された創作コント（作：寺田寛明）においても、その能力が如何なく発揮された。以下、参考動画。

　　「インドカレー屋さんの謎ドレッシング」のテーマ

## ディスコグラフィー

### シングル
- 終わらないように（SoundCloud）
- 星まで
- 星まで（SOL時代バージョン）
- 18（未音源化）
- 陽炎（未音源化）
- eternal star（未音源化）
- 犯罪者
- ちゅ～かマリアージュ
- 言葉足らず（未音源化）
- 透明（未音源化）
- 星降る部屋で（未音源化）
- 牡丹（未音源化）
- ぼくはおはなです。（未音源化）
- 生活（未音源化）
- 新曲(声)…蓮水の間~四幕~（2025年6月25日開催）にて披露（未音源化）
- 新曲(雨)…蓮水の間~四幕~（2025年6月25日開催）にて披露（未音源化）

### デジタルリリース
| 配信日         | タイトル         | 備考                                      |
| -------------- | ---------------- | ----------------------------------------- |
| 2025年06月01日 | 終わらないように | 作詞作曲 蓮水恭美 プロデューサー 佐藤嘉風 |

## ライブ・イベント

### ワンマンライブ
| 公演日             | 公演名          | 会場       | 備考            |
| ------------------ | --------------- | ---------- | --------------- |
| 2025年02月28日(金) | 蓮水の間        | （非公開） | ゲスト 佐藤嘉風 |
| 2025年04月25日(金) | 蓮水の間 ~二幕~ | （非公開） | ゲスト 佐藤嘉風 |
| 2025年05月30日(金) | 蓮水の間 ~三幕~ | CAFEシトカ |                 |
| 2025年06月25日(水) | 蓮水の間 ~四幕~ | CAFEシトカ |                 |
| 2025年08月26日(火) | 蓮水の間 ~五幕~ | CAFEシトカ | [ 10 ]          |

### 主催ライブ
| 公演日             | 公演名           | 会場          | 備考                                             |
| ------------------ | ---------------- | ------------- | ------------------------------------------------ |
| 2025年07月28日(月) | 蓮水の間《別館》 | 横浜mint hall | 小花衣こはる(きのホ。) / 兎月こむぎ(Finger Runs) |

### 弾き語り（きょ道）
- 2023年01月26日（木）下北沢
- 2023年02月09日（木）新宿
- 2023年02月16日（木）新宿
- 2023年03月02日（木）川崎
- 2023年03月05日（日）川崎（中止）
- 2023年03月09日（木）川崎
- 2023年03月28日（木）川崎

### 主催イベント
| 公演日             | 公演名                                   | 会場               | 備考                             |
| ------------------ | ---------------------------------------- | ------------------ | -------------------------------- |
| 2025年06月11日(水) | トークライブ"あなたにきょうみしんしん！" | A Talk Club WOOFER | 第１回ゲスト 西野愛望(SITUASION) |

### イベント
| 公演日             | 公演名                                                           | 会場                   | 備考                                                                                       |
| ------------------ | ---------------------------------------------------------------- | ---------------------- | ------------------------------------------------------------------------------------------ |
| 2022年07月31日(日) | ヌュマ                                                           | 名古屋ell.FITSALL      | きょうみフェス名義                                                                         |
| 2022年11月11日(金) | NaNoMoRaL Presents it's a sit cut night                          | 渋谷O-nest             |                                                                                            |
| 2023年02月11日(土) | 「英莉生誕祭2023」                                               | 新宿WALLY              |                                                                                            |
| 2023年07月12日(水) | feetería 第1回公演「てん」                                       | 西永福JAM              | 弾き語り少女として                                                                         |
| 2023年09月06日(水) | feetería 第2回公演「せん」                                       | 横浜mint hall          | KYOMMIE PINKとして                                                                         |
| 2023年09月20日(水) | ヌュのタン #2                                                    | 横浜mint hall          | 恭久亭蓮助（落語家）として 演目：「死神」                                                  |
| 2023年12月16日(土) | ヌュ de 名古屋                                                   | 名古屋ElectricLadyLand | KYOMMIE PINKとして                                                                         |
| 2024年01月16日(火) | 蓮水恭美生誕祭「きょうみしんしん祭」                             | 横浜mint hall          | SOL / NUANCE                                                                               |
| 2024年03月15日(金) | feetería 第4回公演 「どん。」                                    | 浅草花劇場             | KYOMMIE PINKとして                                                                         |
| 2024年04月06日(土) | NUANCEと1日                                                      | 横浜mint hall          | NUANCE                                                                                     |
| 2024年04月16日(火) | ヌュがタン #1                                                    | 横浜mint hall          | NUANCE                                                                                     |
| 2024年05月21日(火) | ヌュがタン #2                                                    | 横浜mint hall          | NUANCE                                                                                     |
| 2024年05月29日(水) | Beat Happening！7階でPOP MUSICを楽しむ！                         | 渋谷7thFLOOR           | 叶望 / riwA (少年事情) / みの(皐月の猫鳴り) / 音(シェカラーシカ) / 歌田真紀                |
| 2024年06月17日(月) | 7thFLOOR Beat Happening！7階にブルース木霊する夜。               | 渋谷7thFLOOR           | 左藤優希 / 桃野陽介 / 但野正和 / 伊藤陵太郎 / 音(シェカラーシカ)                           |
| 2024年06月26日(水) | mint flavor                                                      | 横浜mint hall          | 増田桜美 / 野崎藍 / 渡部歩 / Sacra e sole                                                  |
| 2024年12月10日(火) | 小宵めみ presents「めみちゃんが歌います！with 蓮水恭美(NUANCE)」 | 下北沢MOSAiC           | 小宵めみ(Drawry.、ex. tipToe.)                                                             |
| 2025年01月21日(火) | ヌュがタン #10                                                   | 横浜mint hall          | NUANCE                                                                                     |
| 2025年01月31日(金) | 日ノ目企画presents "ひとのうた。"                                | 京都ROKA               | 小宵めみ(Drawry.、ex. tipToe.) / 小花衣こはる(きのホ。) / 中島晴香 / 結芽乃 / Co Co Motion |
| 2025年05月25日(日) | さとりモンスター 下北物語TOUR FINAL CIRCUIT”                     | mona record            |                                                                                            |
| 2025年07月12日(土) | NUANCE主催 ニューヨコハマ                                        | 仙台ROCKATERIA         | O.A.                                                                                       |
| 2025年07月13日(日) | 『りおちゃん 大作戦 』ずんだ姫の逆襲                             | 仙台ROCKATERIA         | ほやずんだーず名義                                                                         |
| 2025年07月22日(火) | zanka 三上莉緑生誕 「三上莉緑アイドル美術館」                    | 原宿RUIDO              |                                                                                            |

## 出演

### テレビ
- 『cheeky's a Go Go』（2023年02月09日、BSよしもと）
- 『cheeky's a Go Go』（2023年02月23日、BSよしもと）
- 『cheeky's a Go Go』（2023年04月06日、BSよしもと）
- 『関内エビル（「関内デビル」内）』（2023年4月21日、テレビ神奈川）

- 『ジモトノチカラ』（2024年10月24日、BSよしもと）[13]
- 『ジモトノチカラ』（2025年02月04日、BSよしもと）[14]

### 新聞
- 河北新報（2023年11月8日、朝刊） 仙台朝市商店街で開催された「仙台朝市感謝祭」[15]の記事とともに「宮城出身の蓮水恭美さん」と紹介された。

### 演劇
- 劇団星乃企画第14回公演『落ちてない放課後』（2024年11月14日、15日 しもきたドーン）[16]

### ラジオ
- 『アイドル放送局Neo』(2025年7月18日、FMふくろう）

### PODCAST
- アイドルを対話で掘り下げる寺田寛明のアイドルトークデルブ 001｜前編：蓮水恭美(NUANCE)（2025年05月22日、Spotify）[17]
- アイドルを対話で掘り下げる寺田寛明のアイドルトークデルブ 002｜後編：蓮水恭美(NUANCE)（2025年05月29日、Spotify）[18]
- アイドルを対話で掘り下げる寺田寛明のアイドルトークデルブ 005 | after talk：蓮水恭美・汐崎初音(NUANCE)（2025年06月19日、Spotify）[19]